# Alte Burg (Labach)
Die Alte Burg ist eine historisch nicht greifbare Burgstelle in Reisbach beim Ortsteil Labach, Gemeinde Saarwellingen im Landkreis Saarlouis im Saarland.
Der Burgstall der Höhenburg liegt auf einer Terrasse am Hochufer des Mühlenbachs (auch Hoxbergbach) auf dem Hangenhümes, einem Ausläufer des hinteren Weiherkopfes, wenige hundert Meter nördlich vom Ort. Die Anlage ist mit rund 30 × 20 m relativ klein. Gegen die Hochfläche ist sie auf der Westseite durch einen 1,80 m tiefen Spitzgraben geschützt. Auf der Nordseite gibt es ebenfalls einen Graben und dahinter eine wallartige Erhöhung, die wahrscheinlich noch Mauerreste birgt. Einzige Funde sind Bruchstücke mittelalterlicher Ziegel, die aus dem 13. oder 14. Jahrhundert stammen könnten. Da jedwede historische Quellen fehlen (die Bezeichnung Alte Burg ist neuzeitlich) sind dies die einzigen Anhaltspunkte für eine Datierung der Burg.

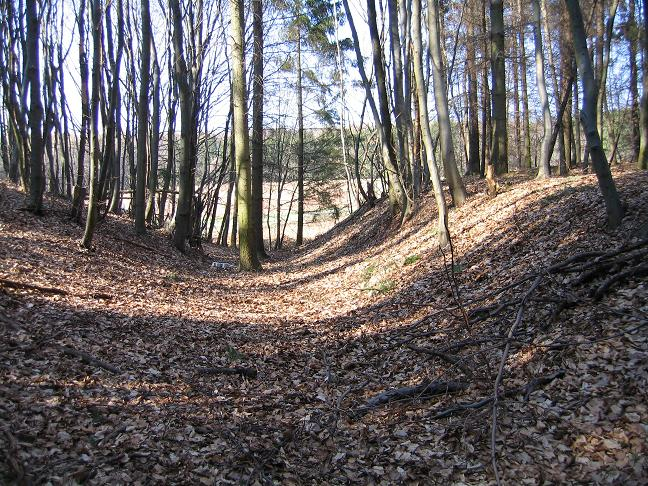
„Alte Burg“ bei Labach